# British Home Championship
O Campeonato Interbritânico, em inglês:  British Home Championship, foi uma competição anual de futebol disputada entre as quatro seleções do Reino Unido: Inglaterra, Escócia, País de Gales e Irlanda do Norte (anteriormente Irlanda, antes de sua partição).
Também conhecido como The International Championship e/ou Campeonato Britânico de Seleções, o referido campeonato teve início na temporada de 1883-1884, é considerado o mais antigo torneio internacional de futebol e foi disputado até a temporada 1983-84, quando foi abolido após 100 anos.[carece de fontes?]

## Edições e Resultados
| Ano                   | Campeão                                              | Vice-Campeão                                         | Terceiro Lugar                                       | Quarto Lugar                                         |
| --------------------- | ---------------------------------------------------- | ---------------------------------------------------- | ---------------------------------------------------- | ---------------------------------------------------- |
| 1883–84               | Escócia                                              | Inglaterra                                           | País de Gales                                        | Irlanda                                              |
| 1884–85               | Escócia                                              | Inglaterra                                           | País de Gales                                        | Irlanda                                              |
| 1885–86               | Escócia Inglaterra                                   | Escócia Inglaterra                                   | País de Gales                                        | Irlanda                                              |
| 1886–87               | Escócia                                              | Inglaterra                                           | Irlanda                                              | País de Gales                                        |
| 1887–88               | Inglaterra                                           | Escócia                                              | País de Gales                                        | Irlanda                                              |
| 1888–89               | Escócia                                              | Inglaterra                                           | País de Gales                                        | Irlanda                                              |
| 1889–90               | Inglaterra Escócia                                   | Inglaterra Escócia                                   | País de Gales                                        | Irlanda                                              |
| 1890–91               | Inglaterra                                           | Escócia                                              | Irlanda                                              | País de Gales                                        |
| 1891–92               | Inglaterra                                           | Escócia                                              | Irlanda País de Gales                                | Irlanda País de Gales                                |
| 1892–93               | Inglaterra                                           | Escócia                                              | Irlanda                                              | País de Gales                                        |
| 1893–94               | Escócia                                              | Inglaterra                                           | País de Gales                                        | Irlanda                                              |
| 1894–95               | Inglaterra                                           | País de Gales Escócia                                | País de Gales Escócia                                | Irlanda                                              |
| 1895–96               | Escócia                                              | Inglaterra                                           | País de Gales                                        | Irlanda                                              |
| 1896–97               | Escócia                                              | Inglaterra                                           | Irlanda                                              | País de Gales                                        |
| 1897–98               | Inglaterra                                           | Escócia                                              | Irlanda                                              | País de Gales                                        |
| 1898–99               | Inglaterra                                           | Escócia                                              | Irlanda                                              | País de Gales                                        |
| 1899–1900             | Escócia                                              | País de Gales Inglaterra                             | País de Gales Inglaterra                             | Irlanda                                              |
| 1900–01               | Inglaterra                                           | Escócia                                              | País de Gales                                        | Irlanda                                              |
| 1901–02               | Escócia                                              | Inglaterra                                           | Irlanda                                              | País de Gales                                        |
| 1902–03               | Inglaterra Irlanda Escócia                           | Inglaterra Irlanda Escócia                           | Inglaterra Irlanda Escócia                           | País de Gales                                        |
| 1903–04               | Inglaterra                                           | Irlanda                                              | Escócia País de Gales                                | Escócia País de Gales                                |
| 1904–05               | Inglaterra                                           | País de Gales                                        | Escócia Irlanda                                      | Escócia Irlanda                                      |
| 1905–06               | Inglaterra Escócia                                   | Inglaterra Escócia                                   | País de Gales                                        | Irlanda                                              |
| 1906–07               | País de Gales                                        | Inglaterra                                           | Escócia                                              | Irlanda                                              |
| 1907–08               | Inglaterra Escócia                                   | Inglaterra Escócia                                   | Irlanda                                              | País de Gales                                        |
| 1908–09               | Inglaterra                                           | País de Gales                                        | Escócia                                              | Irlanda                                              |
| 1909–10               | Escócia                                              | Inglaterra Irlanda                                   | Inglaterra Irlanda                                   | País de Gales                                        |
| 1910–11               | Inglaterra                                           | Escócia                                              | País de Gales                                        | Irlanda                                              |
| 1911–12               | Inglaterra Escócia                                   | Inglaterra Escócia                                   | Irlanda                                              | País de Gales                                        |
| 1912–13               | Inglaterra                                           | Escócia País de Gales                                | Escócia País de Gales                                | Irlanda                                              |
| 1913–14               | Irlanda                                              | Escócia                                              | Inglaterra                                           | País de Gales                                        |
| 1914–15               | Cancelado por conta da Primeira Guerra Mundial       | Cancelado por conta da Primeira Guerra Mundial       | Cancelado por conta da Primeira Guerra Mundial       | Cancelado por conta da Primeira Guerra Mundial       |
| 1915–16               | Cancelado por conta da Primeira Guerra Mundial       | Cancelado por conta da Primeira Guerra Mundial       | Cancelado por conta da Primeira Guerra Mundial       | Cancelado por conta da Primeira Guerra Mundial       |
| 1916–17               | Cancelado por conta da Primeira Guerra Mundial       | Cancelado por conta da Primeira Guerra Mundial       | Cancelado por conta da Primeira Guerra Mundial       | Cancelado por conta da Primeira Guerra Mundial       |
| 1917–18               | Cancelado por conta da Primeira Guerra Mundial       | Cancelado por conta da Primeira Guerra Mundial       | Cancelado por conta da Primeira Guerra Mundial       | Cancelado por conta da Primeira Guerra Mundial       |
| 1918–19               | Cancelado por conta da Primeira Guerra Mundial       | Cancelado por conta da Primeira Guerra Mundial       | Cancelado por conta da Primeira Guerra Mundial       | Cancelado por conta da Primeira Guerra Mundial       |
| 1919–20               | País de Gales                                        | Escócia Inglaterra                                   | Escócia Inglaterra                                   | Irlanda                                              |
| 1920–21               | Escócia                                              | País de Gales Inglaterra                             | País de Gales Inglaterra                             | Irlanda                                              |
| 1921–22               | Escócia                                              | País de Gales Inglaterra                             | País de Gales Inglaterra                             | Irlanda                                              |
| 1922–23               | Escócia                                              | Inglaterra                                           | Irlanda                                              | País de Gales                                        |
| 1923–24               | País de Gales                                        | Escócia                                              | Irlanda                                              | Inglaterra                                           |
| 1924–25               | Escócia                                              | Inglaterra                                           | País de Gales Irlanda                                | País de Gales Irlanda                                |
| 1925–26               | Escócia                                              | Irlanda                                              | País de Gales                                        | Inglaterra                                           |
| 1926–27               | Escócia Inglaterra                                   | Escócia Inglaterra                                   | País de Gales Irlanda                                | País de Gales Irlanda                                |
| 1927–28               | País de Gales                                        | Irlanda                                              | Escócia                                              | Inglaterra                                           |
| 1928–29               | Escócia                                              | Inglaterra                                           | País de Gales Irlanda                                | País de Gales Irlanda                                |
| 1929–30               | Inglaterra                                           | Escócia                                              | Irlanda                                              | País de Gales                                        |
| 1930–31               | Inglaterra Escócia                                   | Inglaterra Escócia                                   | País de Gales                                        | Irlanda                                              |
| 1931–32               | Inglaterra                                           | Escócia                                              | Irlanda                                              | País de Gales                                        |
| 1932–33               | País de Gales                                        | Escócia                                              | Inglaterra                                           | Irlanda                                              |
| 1933–34               | País de Gales                                        | Inglaterra                                           | Irlanda                                              | Escócia                                              |
| 1934–35               | Escócia Inglaterra                                   | Escócia Inglaterra                                   | País de Gales Irlanda                                | País de Gales Irlanda                                |
| 1935–36               | Escócia                                              | País de Gales Inglaterra                             | País de Gales Inglaterra                             | Irlanda                                              |
| 1936–37               | País de Gales                                        | Escócia                                              | Inglaterra                                           | Irlanda                                              |
| 1937–38               | Inglaterra                                           | Escócia Irlanda                                      | Escócia Irlanda                                      | País de Gales                                        |
| 1938–39               | Inglaterra País de Gales Escócia                     | Inglaterra País de Gales Escócia                     | Inglaterra País de Gales Escócia                     | Irlanda                                              |
| 1939–40               | Cancelado por conta da Segunda Guerra Mundial        | Cancelado por conta da Segunda Guerra Mundial        | Cancelado por conta da Segunda Guerra Mundial        | Cancelado por conta da Segunda Guerra Mundial        |
| 1940–41               | Cancelado por conta da Segunda Guerra Mundial        | Cancelado por conta da Segunda Guerra Mundial        | Cancelado por conta da Segunda Guerra Mundial        | Cancelado por conta da Segunda Guerra Mundial        |
| 1941–42               | Cancelado por conta da Segunda Guerra Mundial        | Cancelado por conta da Segunda Guerra Mundial        | Cancelado por conta da Segunda Guerra Mundial        | Cancelado por conta da Segunda Guerra Mundial        |
| 1942–43               | Cancelado por conta da Segunda Guerra Mundial        | Cancelado por conta da Segunda Guerra Mundial        | Cancelado por conta da Segunda Guerra Mundial        | Cancelado por conta da Segunda Guerra Mundial        |
| 1943–44               | Cancelado por conta da Segunda Guerra Mundial        | Cancelado por conta da Segunda Guerra Mundial        | Cancelado por conta da Segunda Guerra Mundial        | Cancelado por conta da Segunda Guerra Mundial        |
| 1944–45               | Cancelado por conta da Segunda Guerra Mundial        | Cancelado por conta da Segunda Guerra Mundial        | Cancelado por conta da Segunda Guerra Mundial        | Cancelado por conta da Segunda Guerra Mundial        |
| 1945–46 (não oficial) | Escócia                                              | Irlanda Inglaterra País de Gales                     | Irlanda Inglaterra País de Gales                     | Irlanda Inglaterra País de Gales                     |
| 1946–47               | Inglaterra                                           | Irlanda                                              | Escócia País de Gales                                | Escócia País de Gales                                |
| 1947–48               | Inglaterra                                           | País de Gales                                        | Irlanda                                              | Escócia                                              |
| 1948–49               | Escócia                                              | Inglaterra                                           | País de Gales                                        | Irlanda                                              |
| 1949–50               | Inglaterra                                           | Escócia                                              | País de Gales Irlanda                                | País de Gales Irlanda                                |
| 1950–51               | Escócia                                              | Inglaterra                                           | País de Gales                                        | Irlanda                                              |
| 1951–52               | País de Gales Inglaterra                             | País de Gales Inglaterra                             | Escócia                                              | Irlanda                                              |
| 1952–53               | Escócia Inglaterra                                   | Escócia Inglaterra                                   | País de Gales Irlanda                                | País de Gales Irlanda                                |
| 1953–54               | Inglaterra                                           | Escócia                                              | Irlanda                                              | País de Gales                                        |
| 1954–55               | Inglaterra                                           | Escócia                                              | País de Gales                                        | Irlanda                                              |
| 1955–56               | Inglaterra Escócia País de Gales Irlanda             | Inglaterra Escócia País de Gales Irlanda             | Inglaterra Escócia País de Gales Irlanda             | Inglaterra Escócia País de Gales Irlanda             |
| 1956–57               | Inglaterra                                           | Escócia                                              | País de Gales Irlanda do Norte                       | País de Gales Irlanda do Norte                       |
| 1957–58               | Inglaterra Irlanda do Norte                          | Inglaterra Irlanda do Norte                          | Escócia País de Gales                                | Escócia País de Gales                                |
| 1958–59               | Irlanda do Norte Inglaterra                          | Irlanda do Norte Inglaterra                          | Escócia                                              | País de Gales                                        |
| 1959–60               | Escócia Inglaterra País de Gales                     | Escócia Inglaterra País de Gales                     | Escócia Inglaterra País de Gales                     | Irlanda do Norte                                     |
| 1960–61               | Inglaterra                                           | País de Gales                                        | Escócia                                              | Irlanda do Norte                                     |
| 1961–62               | Escócia                                              | País de Gales                                        | Inglaterra                                           | Irlanda do Norte                                     |
| 1962–63               | Escócia                                              | Inglaterra                                           | País de Gales                                        | Irlanda do Norte                                     |
| 1963–64               | Inglaterra Escócia Irlanda do Norte                  | Inglaterra Escócia Irlanda do Norte                  | Inglaterra Escócia Irlanda do Norte                  | País de Gales                                        |
| 1964–65               | Inglaterra                                           | País de Gales                                        | Escócia                                              | Irlanda do Norte                                     |
| 1965–66               | Inglaterra                                           | Irlanda do Norte                                     | Escócia                                              | País de Gales                                        |
| 1966–67               | Escócia                                              | Inglaterra                                           | País de Gales                                        | Irlanda do Norte                                     |
| 1967–68               | Inglaterra                                           | Escócia                                              | País de Gales Irlanda do Norte                       | País de Gales Irlanda do Norte                       |
| 1968–69               | Inglaterra                                           | Escócia                                              | Irlanda do Norte                                     | País de Gales                                        |
| 1969–70               | Inglaterra País de Gales Escócia                     | Inglaterra País de Gales Escócia                     | Inglaterra País de Gales Escócia                     | Irlanda do Norte                                     |
| 1970–71               | Inglaterra                                           | Irlanda do Norte                                     | País de Gales                                        | Escócia                                              |
| 1971–72               | Escócia Inglaterra                                   | Escócia Inglaterra                                   | Irlanda do Norte                                     | País de Gales                                        |
| 1972–73               | Inglaterra                                           | Irlanda do Norte                                     | Escócia                                              | País de Gales                                        |
| 1973–74               | Escócia Inglaterra                                   | Escócia Inglaterra                                   | País de Gales Irlanda do Norte                       | País de Gales Irlanda do Norte                       |
| 1974–75               | Inglaterra                                           | Escócia                                              | Irlanda do Norte                                     | País de Gales                                        |
| 1975–76               | Escócia                                              | Inglaterra                                           | País de Gales                                        | Irlanda do Norte                                     |
| 1976–77               | Escócia                                              | País de Gales                                        | Inglaterra                                           | Irlanda do Norte                                     |
| 1977–78               | Inglaterra                                           | País de Gales                                        | Escócia                                              | Irlanda do Norte                                     |
| 1978–79               | Inglaterra                                           | País de Gales                                        | Escócia                                              | Irlanda do Norte                                     |
| 1979–80               | Irlanda do Norte                                     | Inglaterra                                           | País de Gales                                        | Escócia                                              |
| 1980–81               | Abandonado por conta do Conflito na Irlanda do Norte | Abandonado por conta do Conflito na Irlanda do Norte | Abandonado por conta do Conflito na Irlanda do Norte | Abandonado por conta do Conflito na Irlanda do Norte |
| 1981–82               | Inglaterra                                           | Escócia                                              | País de Gales                                        | Irlanda do Norte                                     |
| 1982–83               | Inglaterra                                           | Escócia                                              | Irlanda do Norte                                     | País de Gales                                        |
| 1983–84               | Irlanda do Norte                                     | País de Gales                                        | Inglaterra                                           | Escócia                                              |

- Em ano que as equipes terminam dividindo posições, elas aparecem em ordem de melhor saldo de gols.

### Estatísticas
| Seleção                  | Dividido | Dividido por 2 | Dividido por 3 | Dividido por 4 | Total |
| ------------------------ | -------- | -------------- | -------------- | -------------- | ----- |
| Inglaterra               | 34       | 14             | 5              | 1              | 54    |
| Escócia                  | 24       | 11             | 5              | 1              | 41    |
| País de Gales            | 7        | 3              | 3              | 1              | 12    |
| Irlanda Irlanda do Norte | 3        | 2              | 2              | 1              | 8     |

| # | Seleção                  | J*  | V   | E  | D   | GP  | GC  | Saldo | Pts |
| - | ------------------------ | --- | --- | -- | --- | --- | --- | ----- | --- |
| 1 | Inglaterra               | 266 | 161 | 56 | 49  | 661 | 282 | 379   | 378 |
| 2 | Escócia                  | 267 | 141 | 57 | 69  | 574 | 342 | 232   | 339 |
| 3 | País de Gales            | 266 | 70  | 62 | 134 | 360 | 545 | -185  | 202 |
| 4 | Irlanda Irlanda do Norte | 265 | 48  | 49 | 168 | 284 | 710 | -426  | 145 |

## Ligações Externas
- Taça Stanley Rous
- Victory Shield
- Copa das Nações